# Drive-Away Dolls
Drive-Away Dolls ist ein Spielfilm von Ethan Coen aus dem Jahr 2024, der den Genres Komödie und Roadmovie zuzuordnen ist. Ethan Coen inszenierte zum ersten Mal ohne seinen Bruder Joel, wobei er das Drehbuch zum ersten Mal gemeinsam mit seiner Ehefrau Tricia Cooke schrieb, die auch den Filmschnitt übernahm. Die Hauptrollen übernahmen Margaret Qualley und Geraldine Viswanathan.

## Handlung
Der Film beginnt 1999 in Philadelphia, die Protagonistinnen sind lesbisch. So wie Jamie, ein zügelloser Freigeist, die gerade von ihrer Freundin Sukie rausgeschmissen wurde. Sie beschließt, sich ihrer biederen Bekannten Marian anzuschließen, die ihre Tante in Tallahassee (Florida) besuchen möchte, um dort Vögel zu beobachten. Um möglichst kostengünstig zu reisen (Marian, weil sie sparsam und Jamie, weil sie pleite ist) überführen sie einen PKW (Englisch Drive-Away Car Service), ohne zu wissen, dass ihr Wagen Hehlerware enthält. Daher werden sie auf ihrem roadtrip von den zwei unfähigen Kriminellen Arliss und Flint verfolgt. Diese ziehen die Aufmerksamkeit von Sukie auf sich, einer toughen Polizistin, die sich nun ihrerseits auf den Weg nach Tallahassee macht. Jamie kommt in der Zwischenzeit auf die Idee, aus der Situation Profit zu schlagen und die Ware an ihre Verfolger zu verkaufen.

## Veröffentlichung und Rezeption
Ein regulärer Kinostart in den USA erfolgte am 23. Februar 2024 im Verleih von Focus Features. Drive-Away Dolls erzielte bis Anfang März 2024 ein Einspielergebnis von 4,6 Millionen US-Dollar in Nordamerika.
Auf der Website Rotten Tomatoes empfahlen 63 Prozent der 219 dort gelisteten professionellen Rezensenten den Film weiter. Der Konsens der Kritiker lobte das Zusammenspiel der beiden Hauptdarstellerinnen Margaret Qualley und Geraldine Viswanathan, das über „das allzu vertraute Drehbuch und die unberechenbare Umsetzung“ hinweghelfe. Auf Metacritic erhielt der Film einen Metascore von 56 von 100 möglichen Punkten, basierend auf 50 ausgewerteten englischsprachigen Kritiken. Dies entspricht gemischten oder durchschnittlichen („Mixed or Average“) Bewertungen. Auf beiden Webseiten fiel jeweils der Konsens des Publikums schlechter aus.
In den deutschen Kinos ist Drive-Away Dolls ab dem 7. März 2024 im Verleih von Universal zu sehen.